# Live Dates
Albums de Wishbone Ash
Wishbone Four
(1973) There's the Rub
(1974)
Live Dates est le cinquième album du groupe de rock britannique Wishbone Ash. Il est sorti en novembre 1973 sur le label MCA Records et a été produit par le groupe. Il est son premier album enregistré en public.

## Historique
Il s'agit d'un double album live, enregistré à la fin du mois de juin 1973 pendant la tournée britannique qui suit la sortie de l'album Wishbone Four. Les enregistrements sont effectués lors des concerts donnés dans les endroits suivants:
- 17 juin 1973, Fairfield Halls, Croydon
- 21 juin 1973, Guilhall, Portsmouth
- 23 juin 1973, University, Reading
- 24 juin 1973, City Hall, Newcastle

La sortie de cet album coïncide avec une courte série de concerts donnés en France et en Suisse. Il est momentanément le dernier album enregistré avec Ted Turner qui quitte le groupe en mai 1974. Turner reviendra dans le groupe lors de la réunion des membres originaux de Wishbone Ash en 1987 pour trois nouveaux albums studios.
Lors de la réédition de l'album en 1992, un titre bonus est rajouté : il s'agit d'une version de Phoenix enregistrée le 21 août 1972 à Memphis alors que le groupe donne un petit concert dans les locaux de la radio WMC-FM.
Cet album se classe à la 82e place du Billboard 200 aux États-Unis. Au Royaume-Uni même si l'album n'entre pas dans les classements musicaux, il sera certifié disque d'argent en juillet 1975. 
La pochette de l'album a été conçue par Hipgnosis.

## Liste des titres
Tous les titres sont composés par les membres de Wishbone Ash (Ted et Martin Turner, Andy Powell et Steve Upton), à l'exception de Baby What You Want Me to Do (Jimmy Reed).

### Version vinyle originale
| 1. | The King Will Come   | Martin Turner & Wishbone Ash | Croydon   | 7:50 |
| 2. | Warrior              | Martin Turner & Wishbone Ash | Newcastle | 5:50 |
| 3. | Throw Down the Sword | Martin Turner & Wishbone Ash | Newcastle | 6:00 |

| 1. | Lady Whiskey | Upton, M.Turner, Powell, T.Turner | Reading | 6:15  |
| 2. | Phoenix      | Upton, M.Turner, Powell, T.Turner | Croydon | 17:13 |

| 1. | Rock 'N Roll Widow          | Steve Upton & Wishbone Ash   | Reading    | 6:08 |
| 2. | Ballad of the Beacon        | Martin Turner & Wishbone Ash | Reading    | 5:20 |
| 3. | Baby What You Want Me to Do | Jimmy Reed                   | Portsmouth | 6:33 |

| 1. | The Pilgrim  | Upton, M.Turner, Powell, T.Turner | Reading   | 9:15 |
| 2. | Blowin' Free | Upton, M.Turner, Powell, T.Turner | Newcastle | 3:28 |
| 3. | Jail Bait    | Upton, M.Turner, Powell, T.Turner | Croydon   | 4:39 |

### Version compact disc 1992

#### Disc 1
1. The King Will Come - 7:44
2. Warrior - 5:42
3. Throw Down the Sword - 5:57
4. Rock'n'Roll Widow - 6:08
5. Ballad of the Beacon - 5:22
6. Baby What You Want Me To Do - 7:48
7. Phoenix (Live at Memphis) - 17:10 (titre bonus)

#### Disc 2
1. The Pilgrim - 9:14
2. Blowin' Free - 5:31
3. Jail Bait - 4:37
4. Lady Whiskey - 5:57
5. Phoenix - 17:23

## Membres du groupe
- Andy Powell : guitare, chant
- Ted Turner : guitare, chant
- Martin Turner : guitare basse, chant
- Steve Upton : batterie

## Charts et certifications
Charts
| Pays                       | Durée du classement | Meilleur classement | Date             |
| -------------------------- | ------------------- | ------------------- | ---------------- |
| Canada (RPM)               | 4 semaines          | 86e                 | 2 février 1974   |
| États-Unis (Billboard 200) | 18 semaines         | 82e                 | 29 décembre 1973 |

Certification
| Pays        | Certification | Ventes   | Date             |
| ----------- | ------------- | -------- | ---------------- |
| Royaume-Uni | Argent        | 60 000 + | 1er juillet 1975 |